# Колльвайлер
Колльвайлер (нем. Kollweiler) — община в Германии, в земле Рейнланд-Пфальц. 
Входит в состав района Кайзерслаутерн. Подчиняется управлению Вайлербах.  Население составляет 468 человек (на 31 декабря 2010 года). Занимает площадь 5,57 км².